# Odile Monguillon
Pour les articles homonymes, voir Monguillon.
Odile Monguillon, née le 26 novembre 1930 à Méry-sur-Oise et morte le 10 mai 2005 à Méry-sur-Oise, est une athlète internationale française, spécialiste du demi-fond, du 800 mètres, du relais et de cross-country.

## Biographie
Odile Monguillon commence sa carrière à l'U.S. Méry puis en 1951 elle signe au prestigieux Racing Club de France.
Spécialiste du demi-fond, notamment du 800 mètres, elle a détenu pendant deux ans le record de France de la spécialité. Le 8 juin 1952 au stade de Colombes en 2 min 16 s 2, elle l'améliore le 15 juin 1954 à Brno en Tchécoslovaquie en 2 min 14 s 9 où elle obtient la médaille d'argent derrière la Tchèque Bedřiška Müllerová. Elle sera éliminée en série du championnat d'Europe cette année-là et perdra son record (battue par Claude Laurent, puis un peu plus tard par son amie et camarade de club au Racing Club de France, Nicole Goullieux).
Elle bat aussi le record de France du 3 × 800 mètres avec Buisson (Paris université club) et Laurent (Fémina Sport) en 7 min 3 s 08, le 3 août 1953 à Londres.

## Résultats

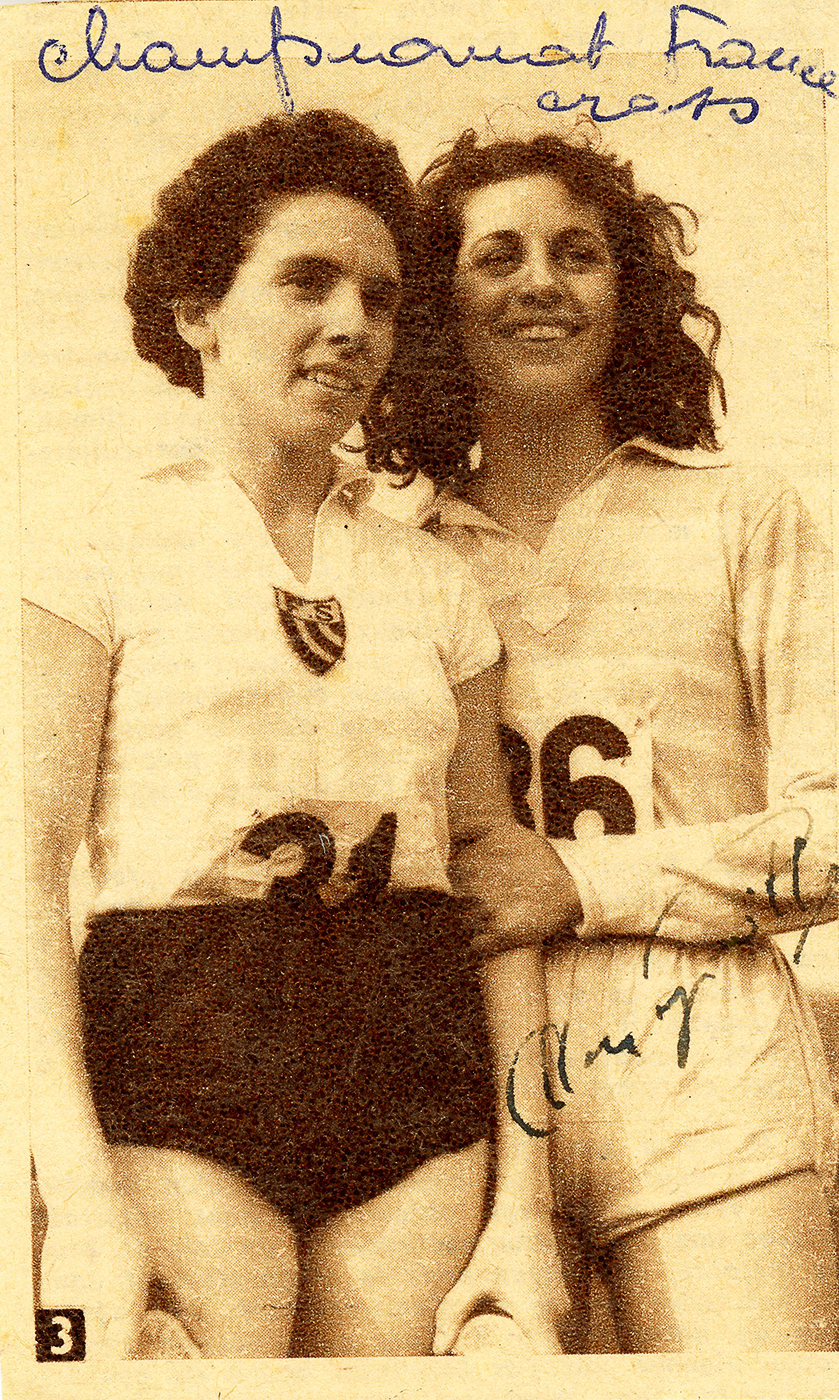
podium du championnat de France de cross 1954 Simone Cathiard 31 et Odile Monguillon 36.

Podiums aux championnats de France du 800 m :
- Médaille de bronze en 1952 (28 et 29 juin) au stade de Colombes[4] ;
- Médaille d'argent en 1953 (18 et 19 juillet) au stade de Colombes[5] ;
- Médaille d'argent en 1954 (7 et 8 août) au stade de Colombes[6].

Podiums aux championnats de France de cross-country :
- Médaille d'argent en 1951 au « National » à l'hippodrome de Vincennes[7], sa coéquipière Nicole Goullieux venant de perdre son père, Odile ne disputa pas la première place[8] ;
- 4e en 1952 à l'hippodrome de Vincennes ;
- Médaille d'argent en 1954 à l'hippodrome de Vincennes[9] ;
- Médaille de bronze en 1955[10] à l'hippodrome de la Prairie, Caen, Calvados.

Championnats de France FSGT
- Cross-Country : Championne de France en junior et sénior en 1948 sous les couleurs de l'U.S Mery (club patro laïque)[11]
- 800m : Championne de France en 1950 en 2 min 39 s 4[12].

## Sélections
Odile Monguillon totalise six sélections en équipe de France entre 1951 et 1954 :
- elle est retenue le 4 août 1951 lors du match Grande-Bretagne - France  à Londres, Angleterre, quatrième du 880 yards en 2 min 28 s 2 ;
- elle participe le 23 septembre 1951 au match Italie - France à Gênes, Italie, médaille d'argent du 800 m en 2 min 21 s 5 ;
- le 1er août 1953 lors du match Grande-Bretagne- France à Londres, Angleterre, médaille de bronze du 880 yards en 2 min 17 s 8[5]
- le 13 juin 1954 lors du match Hongrie - France à Budapest, Hongrie, médaille de bronze du 800 m en 2 min 20 s 6 et médaille d'argent en relais 3 × 800 m en 6 min 51 s 2
- le 15 juin 1954 lors du match Tchécoslovaquie - France à Brno, Tchécoslovaquie, médaille d'argent du 800 m en 2 min 14 s 9 (record de France)
- le 25 août 1954 lors des championnats d'Europe à Berne, Suisse, 6e en série du 800 m en 2 min 17 s 3[13]

Elle fait partie de la liste des athlètes pressenties pour être sélectionnées aux jeux olympiques d'Helsinki en participant à la réunion préolympique le 11 mai 1952 au stade de Grammont à Tours, mais le 800 m féminin ne fera finalement pas partie du programme olympique.

## Palmarès
- 6 sélections en Équipe de France A[15]
- Championnats de France de cross-country :
  - médaille d'argent en 1954 en 8 min 54 s, médaille de bronze en 1951 et en 1955

## Records

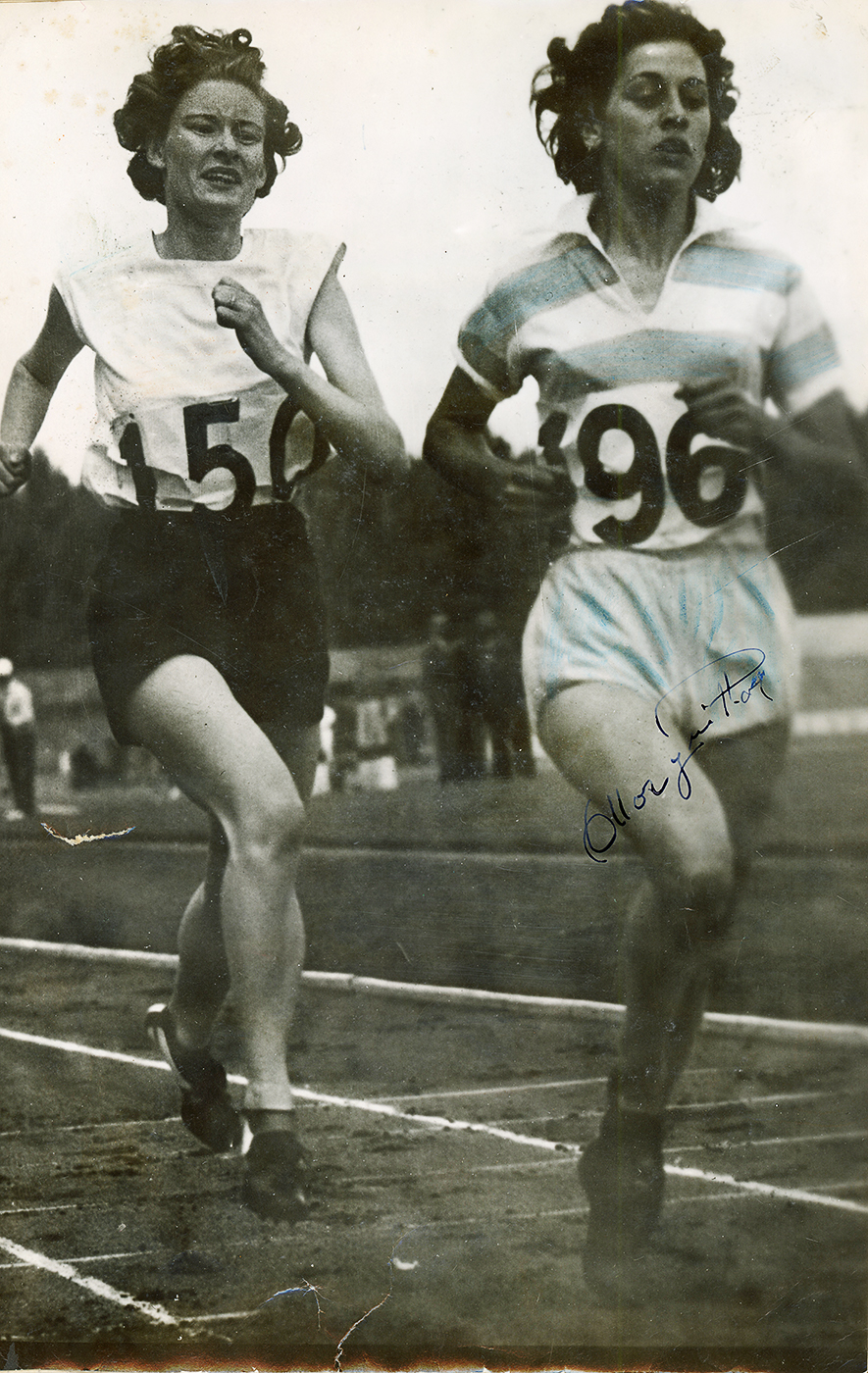
Lucette Desport derrière Odile Monguillon qui va battre le record de France du 800 m en 1952.

| Épreuve | Performance  | Lieu  | Date |
| ------- | ------------ | ----- | ---- |
| 800 m   | 2 min 16 s 2 | Paris | 1952 |
|         | 2 min 14 s 9 | Brno  | 1954 |